# ГЕС Каньйон-дель-Пато
ГЕС Каньйон-дель-Пато – гідроелектростанція в Перу. Використовує ресурс із річки Санта, яка дренує західний схил Анд та впадає до Тихого океану на північ від міста Чимботе.
Роботи над проектом стартували у 1944 році. Річку перекрили гравітаційною бетонною греблею, яка відводила ресурс у перший тунель довжиною 0,5 км з перетином 30 м2, котрий завершувався у споруді для видалення осаду із чотирьох камер розмірами 6х13х30 метрів. Далі підготована вода через шахту глибиною 30 метрів потрапляла до головного дериваційного тунелю довжиною 9 км з перетином 24 м2. На його завершенні розташовувалась розподільча камера довжиною 50 метрів з діаметром 5 метрів, із якої живились три напірні шахти висотою по 433 метри зі спадаючим діаметром від 2,2 до 1,95 метра. Крім того, над розподільчою камерою облаштували запобіжний балансувальний резервуар. Споруджений у підземному виконанні машинний зал мав розміри 110х10 метрів при висоті 15 метрів, а доступ персоналу до нього забезпечував тунель довжиною 0,4 км. В 1958-му тут ввели в експлуатацію два гідроагрегати потужністю по 25 МВт, до яких в 1967-му та 1981-му додали ще по два, що довело загальну потужність станції до 150 МВт. 
Менш ніж за два десятиліття після завершення ГЕС за первісним проектом вона пройшла через докорінну модернізацію, під час якої гідроагрегати замінили на значно потужніші з показниками по 40,6 МВт. При цьому турбіни типу Пелтон, які використовують чистий напір у 398 метрів, виготовила норвезька Kvaerner, тоді як генератори постачила шведсько-швейцарська компанія ABB. Відпрацьована вода повертається у Санту по відвідному тунелю довжиною 3 км.
У той же період реалізували цілий ряд проектів, котрі повинні були стабілізувати потік у річці. В горах на правобережжі Санти розташовані численні льодовикові озера, кілька з яких перетворили на водосховища: у 1992-му Парон та Cullicocha, в 2003-му Aguascocha, а ще за два роки Rajucolta. Крім того, в 2001-му у долині річки вище від водозабірної греблі створили балансувальний резервуар Сан-Дієго. Він складається з двох оточених дамбами водойм об'ємом 567 тис м3 та 96 тис м3. Вони сполучені між собою тунелем довжиною 0,5 км з перетином 9,8 м2.